# Риос Гарсия, Эфраин Антонио
Эфраин Антонио Риос Гарсия (исп. Efraín Antonio Ríos García; 4 апреля 1910, Фредония — 11 января 2024, Итагуи, Антьокия) — колумбийский долгожитель, возраст которого подтверждён Группой LongeviQuest (LQ). 16 июля 2023 года после смерти Эусебио Кинтеро Лопес он стал 2-м старейшим живым мужчиной в мире, после Хуана Весенте Перес Мора, и стал самым старым подтверждённым живым человеком в Колумбии, а также он входит в топ-10 старейших мужчин в мире и был 13 старейшим ныне живущим в мире. Его возраст составлял 113 лет 282 дня.

## Биография
Эфраин Антонио Риос Гарсия родился 4 апреля 1910 года в департаменте Антьокия, Колумбия, но сам долгожитель считал, что родился 10 апреля 1910 года.
В 1935 году женился на Герминии Урибе. У пары было 18 детей.
У Ефраина Антонио Гарсия был старший брат, Франсиско Луис Риос Гарсия (1 октября 1904 — 29 апреля 2011), который умер в возрасте 106 лет и 201 дня, что сделало их одними из рекордсменов среди братьев-долгожителей.
В апреле 2010 года в возрасте 103 лет он и его супруга Герминия Урибе отметили 75-летие брака. Его супруга скончалась в 2015 году в возрасте 100 лет.
4 апреля 2020 года Ефраину Антонио Гарсия исполнилось 110 лет. К тому времени у него было 80 внуков, 30 правнуков и 18 праправнуков.
22 июня 2023 года GRG объявила, что возраст Эфраина Антонио Риос Гарсия ожидает проверку.
16 июля 2023 года после смерти Эусебио Кинтеро Лопес он стал самым старым живым человеком в Колумбии, а также 2-м старейшим живым мужчиной в мире после Хуана Висенте Перес Мора.
Риос Гарсия проживал со своим младшим сыном Итаги в департаменте Антьокия, Колумбия. Он скончался 11 января 2024 года в возрасте 113 лет 282 дня.

## Рекорды долгожителя
- 4 апреля 2023 года стал 419-м человеком в мире, который отпраздновал 113-летие.
- 13 июня 2023 года вошёл в число 20 старейших верифицированных мужчин в истории.
- 15 августа 2023 года вошёл в число 15 старейших верифицированных мужчин в мировой истории.
- 5 января 2024 года вошёл в число 10 старейших верифицированных мужчин в мировой истории.
- Старейший мужчина в истории, который никогда не был старейшим живущим мужчиной.